# Liogenys rectangulus
Liogenys rectangulus är en skalbaggsart som beskrevs av Frey 1969. Liogenys rectangulus ingår i släktet Liogenys och familjen Melolonthidae. Inga underarter finns listade i Catalogue of Life.